# ヤチヨ
株式会社ヤチヨ（YachiyoCo.,Ltd.）は、神奈川県横須賀市に本社を置く、食品関連企業。オリジナルのレトルト食品「よこすか海軍カレー」などで知られる。

## 事業内容
- 業務用食材・包装資材・厨房用具の販売
- レトルトカレーの製造・販売
- 外食店の運営
- 外食店・持ち帰り弁当店のフランチャイジー
  - ごはん亭
  - タリーズコーヒー
  - やきとり〇金
  - コールド・ストーン・クリーマリー
  - シャトレーゼ

## 沿革
- 1983年2月 - 横須賀市久里浜に「有限会社ヤチヨ商事」設立、製麺事業開始。
- 1984年4月 - 業務用食材販売事業開始。
- 1997年10月 - 製麺事業から撤退
- 1999年8月 - 「よこすか海軍カレー」販売開始
- 2001年7月 - 「株式会社ヤチヨ」に社名変更、本社を横須賀市日の出町に移転

## コラボレーション商品
- 2016年5月14日、ハイスクール・フリートとのコラボレーションで「よこすか海軍カレー」を発売[1]。